# Blanket Snow
Singles de Dream
Konna ni mo
(11 février 2015)
Blanket Snow (ブランケット・スノウ) est le vingt-cinquième et dernier single régulier du groupe de J-pop dream (en exceptant singles en indépendant et singles digitaux), et son quatrième disque en tant que quatuor.

## Présentation
Le single physique sort le 18 novembre 2015 au Japon sous le label Rhythm Zone, neuf mois après le précédent single physique du groupe, Konna ni mo. Il atteint la 4e place du classement Oricon. Bien que moins bien classé que le précédent, c'est alors le 8e single le mieux vendu du groupe, surpassant les ventes de tous ses singles sortis durant les quatorze années précédentes.
Il sort aussi en édition "CD+DVD" incluant un DVD contenant le clip vidéo de la chanson-titre, mais avec moins de pistes sur le CD car n'incluant qu'une des versions instrumentales. Il sort aussi en distribution limitée au format "One Coin CD", ne comportant qu'un titre mais ne coutant que 500 yen. Les trois éditions ont des pochettes différentes.
Comme les cinq précédents singles physiques du groupe, il contient dans sa version "CD seul" quatre chansons différentes et leurs versions instrumentales ; la version "CD+DVD" contient les quatre chansons et uniquement la version instrumentale de la chanson-titre Blanket Snow, tandis que la version "One Coin CD" ne contient que la chanson-titre. Cette dernière est utilisée comme thème musical dans trois publicités pour des marques différentes. La deuxième chanson, Kimi ni Aitai, est interprétée en solo par l'une des membres, Aya Takamoto. La troisième, I love dream world ~Sekaijû no Shiawase wo Utaou~ 2015, est une nouvelle version d'un titre du groupe paru sur son single de 2003 I Love Dream World.

## Formation
- Erie Abe
- Aya Takamoto
- Ami Nakashima
- Shizuka Nishida

## Liste des titres
| 1. | Blanket Snow (ブランケット・スノウ)                                                                        |  |
| 2. | Kimi ni Aitai (キミに逢いたい) (par Dream Aya)                                                             |  |
| 3. | Present (プレゼント)                                                                                       |  |
| 4. | I love dream world ~Sekaijû no Shiawase wo Utaou~ 2015 (... ~世界中のしあわせを歌おう~)                    |  |
| 5. | Blanket Snow (Instrumental) (ブランケット・スノウ ...)                                                     |  |
| 6. | Kimi ni Aitai (Instrumental) (キミに逢いたい ...)                                                          |  |
| 7. | Present (Instrumental) (プレゼント ...)                                                                    |  |
| 8. | I love dream world ~Sekaijû no Shiawase wo Utaou~ 2015 (Instrumental) (... ~世界中のしあわせを歌おう~ ...) |  |

| 1. | Blanket Snow (ブランケット・スノウ)                                                     |  |
| 2. | Kimi ni Aitai (キミに逢いたい) (par Dream Aya)                                          |  |
| 3. | Present (プレゼント)                                                                    |  |
| 4. | I love dream world ~Sekaijû no Shiawase wo Utaou~ 2015 (... ~世界中のしあわせを歌おう~) |  |
| 5. | Blanket Snow (Instrumental) (ブランケット・スノウ ...)                                  |  |

| 1. | Blanket Snow (Video Clip) (ブランケット・スノウ ; clip vidéo) |  |

| 1. | Blanket Snow (ブランケット・スノウ) |  |